# Dirk van de Glind
Dirk van de Glind (Terschuur, 13 februari 1959) is een Nederlands theoloog, docent, beeldend kunstenaar en schrijver.

## Biografie

### Jeugd en studie
Van de Glind groeide op in een gereformeerd gezin. Als kind ging hij naar de School met de Bijbel. Hij doorliep de middelbare school aan het Christelijk College Groevenbeek in Ermelo. Hierna studeerde hij theologie aan de Vrije Hogeschool in Driebergen en de Vrije Universiteit in Amsterdam.

### Loopbaan
Van de Glind was begin jaren negentig docent Levensbeschouwelijke Vorming aan het Christelijk Lyceum in Apeldoorn. Hierna ging hij zich toeleggen op het werk als schrijver en inspirator. Hij schrijft voornamelijk boeken over de bijbel en het christelijke geloof. Daarnaast maakt hij ook vele gedichten en schetstekeningen.